# 南陀楼綾繁
南陀楼 綾繁（なんだろう あやしげ、1967年4月15日 - ）とは、日本の編集者、ライター、蒐集家。本名は河上 進。
古書に関する著述を得意とする。また、古書や本に関するイベント等を盛んに主催している。2007年から和光大学非常勤講師。
河上進名義で編集者の顔も併せ持つ。過去にゆまに書房で『宮武外骨全集』等の編纂にも関わっていた。『季刊・本とコンピュータ』（トランスアート）誌の編集長をへて、現在はフリーの編集者。

## 来歴
島根県出雲市出身。早稲田大学第一文学部卒業、明治大学大学院修士課程修了。早稲田大学時代は、浅羽通明の「見えない大学本舗」に参加していた。原点は、主筆だった大学の民俗学サークルの機関紙が発展してミニコミ誌になったことだと云う。
本業のほかに、本好きの編集者、ライターの集まり「BOOKMANの会」を主宰。ミニコミ『物数奇』発行人。フリーペーパー「モクローくん通信」発行人。『sumus』の同人。メルマガ「書評のメルマガ」編集。
また、谷中、根津、千駄木の中心を通る「不忍通り」やそれに並行して走る小さな道には、個性的な新刊書店、古書店が多数存在していたことから、2005年「不忍ブックストリート」というプロジェクトを立ち上げ、現在、実行委員会・会員（他の会員は、往来堂書店、 古書ほうろう、オヨヨ書林、内澤旬子）。
またそれと連動して、ブログ等で知合った市井の本好きたちが「ダンボール1箱」だけの本を持ち売り、古本として売るイベント「一箱古本市」も主催。のちに、日本各地で同様のイベントが開催されるようになる。
著述業の方では、「本とコンピューター」、「彷書月刊」、「日本古書通信」をはじめ各種ミニコミ誌、古書関係書誌などに多くの文章を載せている。そのすさまじい量の古書収集癖は、切手、絵葉書、マッチ箱などあらゆる紙片に及び、無尽蔵である。古書探索の方も神田の古書店街からチェコプラハの古書店まで、ジャンルもあらゆる分野に及ぶ。
ペンネームは、狂歌師の人名辞典に載せられていた江戸時代後期の青梅の人・南陀楼綾繁の名を面白いと思い、これを借用したものである。本人は「ぼくは正確には「二代目南陀楼綾繁」なのです」と説明している。
元・妻はイラストルポライターの内澤旬子。

## 著書

### 単著
- 『ナンダロウアヤシゲな日々―本の海で溺れて』無明舎出版 2004年6月
- 『チェコのマッチラベル　チェコで見つけた、あたたかなともしび 』ピエ・ブックス 2005年7月
- 『路上派遊書日記』右文書院 2006年10月。ブログの書籍化
- 『老舗の流儀　戦後六十年 あの本の新聞広告 』幻冬舎メディアコンサルティング 2009年8月
- 『一箱古本市の歩きかた』光文社新書  2009
- 『谷根千ちいさなお店散歩』WAVE出版  2014
- 『小説検定』新潮文庫  2014
- 『ほんほん本の旅あるき』産業編集センター  2015
- 『町を歩いて本のなかへ』原書房  2017
- 『新版 谷根千ちいさなお店散歩』WAVE出版  2017
- 『編む人 ちいさな本から生まれたもの』ビレッジプレス 2017
- 『本好き女子のお悩み相談室』ちくま文庫 2018
- 『蒐める人 情熱と執着のゆくえ』皓星社  2018
- 『古本マニア採集帖』皓星社  2021
- 『「本」とともに地域で生きる』大正大学出版会（地域人ライブラリー）2024
- 『書庫をあるく　アーカイブの隠れた魅力』皓星社 2024

### 共著
- 串間努他との共著『ミニコミ魂』晶文社　1999/08  ISBN 4794947216
- 岡崎武志他との共著『書肆アクセスという本屋があった―神保町すずらん通り1976-2007』「書肆アクセスの本」をつくる会 2007年12月
- 『本は、これから』池沢夏樹編著、岩波新書 2020
- 『まちを解す : まちの個性・のつなぎ方 : シンポジウム記録』共著、住まい・まちづくり担い手支援機構 編 住まい・まちづくり担い手支援機構  2011
- 『古本の雑誌』本の雑誌編集部 編 本の雑誌社  2012(別冊本の雑誌 ; 16)
- 書物蔵, 鈴木潤, 林哲夫, 正木香子との共著『本のリストの本』創元社 2020

## 編著
- 塩山芳明著『出版業界最底辺日記 エロ漫画編集者「嫌われ者の記」』ちくま文庫、2006年7月　- 膨大な連載からのセレクトを担当。
- 『花森安治装釘集成 = Book designs ; Yasuji Hanamori』、唐澤平吉・林哲夫 共編、みずのわ出版、2016年
- 『ヒトハコ: 「本と町と人」をつなぐ雑誌』創刊号、ビレッジプレス、2016年11月
- 『中央線小説傑作選』中公文庫、2022年3月
- 『中央線随筆傑作選』中公文庫、2024年9月